# Oreste Cioni
Oreste Cioni (Castellammare di Stabia, 13 febbraio 1913 – Terni, 1968) è stato un calciatore e allenatore di calcio italiano, di ruolo centrocampista.
Ha legato il suo nome alle sorti della Ternana.

## Carriera
Cresciuto nella Cecinese, fa il suo esordio con la Ternana nella stagione 1932-1933 con la squadra che milita in I Divisione, seppur sia solo dal campionato di Serie C 1939-1940 che entra a farvi parte in pianta stabile, dopo aver militato per un'annata nel Grosseto, nel Siena, nel Taranto in Serie B e nel Pisa. Vi rimane fino al 1943, e dopo la fine della guerra, a 32 anni decide di non tornare a giocare a calcio.
Con la compagine umbra caduta in Promozione, vi assume il ruolo di allenatore, giocando una gara all'età di 40 anni. 
L'anno seguente riesce a centrare il ritorno in Serie D con largo margine sulle avversarie. Per due volte viene poi chiamato a stagione già iniziata, ovvero nel torneo di Serie D 1960-1961 ed in quello di Serie C 1965-1966.
Le sue 39 reti all'attivo lo collocano attualmente in settima posizione nella classifica dei giocatori più prolifici nella storia della Ternana.

## Statistiche
| Stagione  | Squadra  | Serie | Presenze | Reti |
| 1931-1932 | Cecina   | D     | 19       | 19   |
| 1932-1933 | Ternana  | C     | 13       | 1    |
| 1933-1934 | Grosseto | D     | 24       | 16   |
| 1934-1935 | Siena    | D     | 26       | 10   |
| 1935-1936 | Siena    | C     | 31       | 11   |
| 1936-1937 | Taranto  | B     | 9        | 0    |
| 1937-1938 | Pisa     | B     | 1        | 0    |
| 1938-1939 | Ternana  | C     | 31       | 10   |
| 1939-1940 | Ternana  | C     | 24       | 9    |
| 1940-1941 | Ternana  | C     | 30       | 11   |
| 1941-1942 | Ternana  | C     | 23       | 5    |
| 1942-1943 | Ternana  | C     | 15       | 3    |

## Palmarès

### Giocatore

#### Competizioni nazionali
- Prima Divisione: 1

Siena: 1934-1935
- Serie C: 3

Taranto: 1936-1937
Ternana: 1940-1941, 1942-1943

### Allenatore

#### Competizioni regionali
- Promozione: 1

Ternana: 1953-1954